# Dolichopus remus
Dolichopus remus är en tvåvingeart som beskrevs av Van Duzee 1921. Dolichopus remus ingår i släktet Dolichopus och familjen styltflugor. Inga underarter finns listade i Catalogue of Life.